# Jean-Marc Bideau
Jean-Marc Bideau (Quimperlé, 8 april 1984) is een Frans wielrenner. Bideau komt in 2007 uit voor Unibet.com, na een jaar gaat hij rijden voor Roubaix-Lille Metropole om in 2009 te verhuizen naar Bretagne-Schuller. Hij blijft in 2010, 2011 en 2012 voor Bretagne-Schuller rijden. In 2013 verandert de ploeg haar naam in Bretagne-Séché Environnement en ook daarna blijft hij in dienst van deze Franse ploeg.

## Palmares
2009
- 3e etappe Kreiz Breizh Elites

2011
- 4e etappe Ronde van Normandië

2012
- Parijs-Troyes
- 6e etappe Ronde van Normandië

2013
- Parijs-Troyes

## Resultaten in voornaamste wedstrijden
| Jaar | Ronde van Italië | Ronde van Frankrijk | Ronde van Spanje |
| ---- | ---------------- | ------------------- | ---------------- |
| 2010 |                  |                     |                  |
| 2011 |                  |                     |                  |
| 2012 |                  |                     |                  |
| 2013 |                  |                     |                  |
| 2014 |                  | 115e                |                  |
| 2015 |                  |                     |                  |
| 2016 |                  |                     |                  |

| Jaar | Waalse Pijl | Parijs-Tours |
| ---- | ----------- | ------------ |
| 2010 |             | 110e         |
| 2011 |             | opgave       |
| 2012 |             |              |
| 2013 |             |              |
| 2014 |             |              |
| 2015 |             |              |
| 2016 | 140e        |              |

## Ploegen
- 2007- Unibet.com Continental Team
- 2007- Unibet.com (stagiair)
- 2008- Roubaix Lille Métropole
- 2009- Bretagne-Schuller
- 2010- Bretagne-Schuller
- 2011- Bretagne-Schuller
- 2012- Bretagne-Schuller
- 2013- Bretagne-Séché Environnement
- 2014- Bretagne-Séché Environnement
- 2015- Bretagne-Séché Environnement